# Губин, Виктор Евдокимович
Ви́ктор Евдоки́мович Гу́бин (17 марта 1919; Александровское, Амурская область, РСФСР — 3 сентября 1996, Уфа, Башкортостан, Россия) — первый ректор Уфимского нефтяного института в 1954—1964 годы.
Заслуженный деятель науки и техники БАССР (1969), инженер-механик, доктор технических наук, профессор (1973). Дед певца Андрея Губина.

## Биография
Родился в селе Александровское (с 1926 года город Александровск, затем Белогорск) Амурской области.
Окончил нефтяной техникум в городе Саратове (1938), Московский нефтяной институт (1948), по специальности инженер-механик по транспортировке и хранению нефти и газа.
Работал техником — механиком, директором нефтебазы, инженером по технике безопасности, инженером по строительству, главным механиком.
С сентября 1952 по март 1953 — заведующий кафедрой транспортировки и хранения нефти, декан нефтехимического факультета.
В марте 1953 года назначен заместителем директора института по учебной и научной работе, в сентябре 1954 года — стал первым ректором Уфимского нефтяного института.
В 1952—1965 — в Уфимском нефтяном институте: декан нефтемеханического факультета, заместитель директора, ректор; в 1965—1976 — директор института ВНИИСПТнефть; в 1977—1986 — заведующий кафедрой «Водоснабжение» в УНИ; в 1986—1991 гг. — директор предприятия «Аква-био».
Доктор технических наук, профессор.
Под его руководством были построены главный учебный корпус УНИ, общежития, организованы вечерние факультеты института в Октябрьском, Салавате, Стерлитамаке. На берегу Павловского водохранилища открылся спортивно-оздоровительный лагерь, в ВНИИСПТнефть был построен комплекс лабораторий, институт получил статус всесоюзного, исследовал основы взаимосвязи реологии нефтяных систем и технологии их транспортирования, процессы физико-химического воздействия на реологические свойства нефтей и разработал технологические принципы управления ими при перекачке.
Руководил разработкой базового комплекса нормативно-технических документов, используемых при проектировании и эксплуатации трансконтинентальных нефтепроводов.
Один из организаторов разработки и производства первого отечественного депрессатора «ДН-1».
Разработал и внедрил на заводах Перми, Кишинева и др. городов метод биохимической очистки сточных вод от тяжелых металлов.
Имел 36 авторских свидетельств и патентов на изобретения, более 150 научных печатных работ.

## Награды
Заслуженный деятель науки и техники БАССР (1969).
Ордена Трудового Красного Знамени (1971), «Знак Почёта» (1966), 6 медалей.
значок «Отличник нефтедобывающей промышленности».

## Семья
- Его деда сослали из Москвы в Амурскую область, отца Евдокима Губина убили в тюрьме в первые годы Советской власти.[5]
- Жена — Валентина Емельяновна Губина преподавала в Школе МВД историю КПСС, но окончила театральное училище, так как муж был против, актрисой не стала, потом окончила исторический факультет в Уфе.[5]
- Сын — Андрей Викторович Губин (род. 19.10.1959) — в 1999—2005 — заместитель Председателя Правления Инновационного строительного банка «Башинвест», 2005—2011 — председатель Правления ОАО «Регионального банка развития».[5][6]
- Дочь — Анна Викторовна (д. Губина) окончила ВУЗ в Ленинграде.[5]
- Сын — Виктор Викторович Губин (30.09.1948— 03.03.2007), окончил ВУЗ в Ленинграде, защитил диссертацию, работал в Уфе научным сотрудником в НИИ, обслуживающем нефтегазовые комплексы, работал карикатуристом во многих советских журналах. В 1980-е годы был внештатным руководителем группы карикатуристов в редакции газеты «Труд». Был вице-президентом Российской товарно-сырьевой биржи. Являлся продюсером сына Андрея, владел несколькими звукозаписывающими студиями. Скончался 3 марта 2007 года[7].
- Внук — Андрей Викторович Губин (род. 1974) — певец, композитор, поэт.
- Внучка — Анастасия Викторовна Боева (по мужу) (урожденная Клементьева) (род. 16.12.1980), училась на экономическом факультете ВГИКа по специальности «менеджер по производству и реализации аудиовизуальной продукции»[8]. Замужем.
- Правнук — Андрей (род. 2005).